# Joan z Arkadii
Joan z Arkadii – serial młodzieżowy wyprodukowany w USA, opowiada o przygodach typowej nastolatki – Joan Girardi.

## Fabuła
Joan to normalna nastolatka. Życie zmusiło jej rodzinę do przeprowadzki do Arkadii. Jej brat, Kevin, miał wypadek samochodowy, w wyniku którego został sparaliżowany i musi poruszać się na wózku. Ojciec Joan, Will, jest policjantem; jej matka, Helen, pracowała jako nauczycielka sztuki. Dziewczyna ma jeszcze młodszego brata, Luke'a, który jest geniuszem. Joan nie ma najlepszych kontaktów z rodziną, dodatkowo musi przeprowadzić się do nowej miejscowości, gdzie nie ma przyjaciół, ani znajomych. Jej życie komplikuje się jeszcze bardziej, gdy pewnego dnia spotyka chłopaka, który wie zaskakująco dużo na jej temat i twierdzi, że jest Bogiem. Mówi, że specjalnie przybrał postać jej rówieśnika, by móc z nią swobodnie rozmawiać. Joan staje się narzędziem w jego rękach. Bóg spotyka się z główną bohaterką pod różnymi postaciami. Joan otrzymuje od Niego zadania do wypełnienia, które nie zawsze są dla niej w pełni jasne, z czego wynika jej niechęć do ich wykonywania. Z czasem uczy się, że zadania mają sens, a dzięki ich realizacji może pomóc nie tylko swoim bliskim, ale również obcym osobom. Dzięki zadaniom, które poleca jej Bóg, Joan doprowadza m.in. do pojednania brata i ojca, ratuje życie koleżance, wyzwala w innych ich najlepsze, skrywane cechy. Wkrótce Joan aklimatyzuje się w Arkadii, polepsza swoje relacje z rodziną, rozwija przyjaźnie i buduje własną osobowość.

## Bohaterowie

### Joan Girardi
Joan Girardi to typowa szesnastolatka. Ma dwóch braci, młodszego Luke'a i starszego Kevina. Jej rodzice to Will i Helen. Życie zmusza jej rodzinę do przeprowadzki do Arkadii. Tam dziewczyna zaczyna szkołę - Arkadia High, gdzie znajduje nowych przyjaciół. Pewnego dnia na jej drodze staje przystojny chłopak, który podaje się za Boga. Joan mu nie wierzy, ale on daje jej dowody na swoją prawdziwość, opowiadając historie z jej życia, które znała tylko ona i nikt więcej. W końcu dziewczyna przekonuje się, że ma do czynienia z prawdziwym Bogiem. Od tamtego spotkania Bóg ukazuje jej się ciągle pod innymi postaciami, dając zadania do wykonania. Dzięki spotkaniu z nim Joan poznaje ludzi, z którymi kiedyś nie chciała mieć do czynienia. Są to Grace Polk i Adam Rove, którzy wkrótce stają się jej przyjaciółmi. Dziewczyna po jakimś czasie odkrywa, że czuje do Adama coś więcej, a on odwzajemnia to uczucie. Łączą się w parę. Pod koniec roku szkolnego okazuje się, że Joan ugryzł kleszcz i jest chora na boreliozę. Lekarze twierdzą, że mogła mieć różne wizje i widzieć rzeczy, których nie ma. Joan uważa, że wymyśliła sobie Boga, jednak on z niej nie rezygnuje. Dziewczyna wyjeżdża na obóz rehabilitacyjny Gentle Acres. Tam poznaje Judith Montgomery, z którą się zaprzyjaźnia. Po powrocie do szkoły znowu zaczyna widywać Boga. Na początku Joan jest sceptyczna, jednak Bogu udaje się zdobyć jej zaufanie.

### Will i Helen Girardi
Will i Helen są szczęśliwymi rodzicami trójki dzieci: Joan, Kevina i Luke'a. Will od wielu lat pracuje w policji. Jest detektywem śledczym. Po przeprowadzce do Arkadii dostaje pracę w tutejszym posterunku policji. Odkrywa, że policjanci są skorumpowani i rozwiązuje tę sprawę. Will jest bardzo dobry w swoim zawodzie. Jest również prawym człowiekiem. Cechuje go wrażliwość, cierpliwość, miłość do rodziny. Helen była nauczycielką sztuki, a po przeprowadzce zajmowała się Kevinem, który jeździ na wózku. Po jakimś czasie zdecydowała się wrócić do zawodu i rozpoczęła pracę w szkole Joan i Luke'a. Helen jest fantastyczną matką dla swoich dzieci, jest bardzo wyrozumiała, inteligentna, wrażliwa, kochająca.

### Luke Girardi
Luke jest młodszym bratem Joan. Chodzi do tej samej szkoły co siostra. Uważany jest za kujona. To bardzo inteligentny chłopak, ma bardzo dobre stopnie. Jego najlepszym przyjacielem jest Friedman, również naukowiec. Mają wspólne zainteresowania światem science-fiction oraz nauką. Luke'a fascynuje fizyka. Chłopak przeżywa również młodzieńcze miłości. Na początku wiąże się z Glynis Figliola, która jest jedną ze szkolnych prymusów. Związek się jednak rozpada, a Luke zakochuje się w przyjaciółce Joan - Grace Polk.

### Kevin Girardi
Kevin to starszy brat Joan. Jesienią uległ wypadkowi samochodowemu, w wyniku którego został sparaliżowany od pasa w dół i porusza się na wózku inwalidzkim. Kevin wracał z przyjacielem, Andym, do domu. Andy był kompletnie pijany, jednak uparł się, że będzie prowadził. Kevin nie zdołał zabrać mu kluczyków i tak doszło do tego wypadku. Przez wypadek stracił stypendium sportowe (był koszykarzem) na dobrej uczelni. Kevin po wielu miesiącach męki pozbierał się, podjął pracę w lokalnej gazecie, zaczął treningi koszykówki dla inwalidów.

### Grace Polk
Rówieśniczka Joan i jej najlepsza przyjaciółka. Grace jest żydówką, a jej ojciec jest rabbim. Mimo to kwestie wiary w ogóle jej nie interesują. Dziewczyna jest anarchistką i ma stanowcze poglądy. Grace przyjaźni się z Adamem Rovem od czasów wczesnego dzieciństwa. Dziewczyna ubiera się niekonwencjonalnie, przez co społeczność szkolna postrzega ją jako dziwaka. Grace się tym nie przejmuje. Pod skorupą ostrej anarchistki jest inteligentną i wrażliwą nastolatką.

### Adam Rove
Adam to chłopak i przyjaciel Joan. Adam był kiedyś bardzo lubianym chłopakiem w szkole, należał do figlarzy. Wszystko zmieniło się, kiedy w listopadzie 2000 roku jego matka odebrała sobie życie. To go załamało. Został mu tylko ojciec, z którym nie ma najlepszego kontaktu. Dlatego już jako nastolatek musi pracować, aby utrzymywać rodzinę. Adam jest również utalentowanym artystą. Dostrzega to matka Joan, Helen Girardi. Adam wystawia swoje prace w szkole, a także w galerii. Chłopak po spotkaniu Joan zmienia swoje nastawienie do świata i w końcu godzi się z odejściem matki.

## Lista odcinków

### Sezon 1: 2003-2004
| #  | Tytuł                             |
| -- | --------------------------------- |
| 1  | Pilot                             |
| 2  | The Fire and the Wood             |
| 3  | Touch Move                        |
| 4  | The Boat                          |
| 5  | Just Say No                       |
| 6  | Bringeth It On                    |
| 7  | Death Be Not Whatever             |
| 8  | The Devil Made Me Do It           |
| 9  | St. Joan                          |
| 10 | Drive, He Said                    |
| 11 | The Uncertainty Principle         |
| 12 | Jump                              |
| 13 | Recreation                        |
| 14 | State of Grace                    |
| 15 | Night Without Stars               |
| 16 | Double Dutch                      |
| 17 | No Bad Guy                        |
| 18 | Requiem for a Third Grade Ashtray |
| 19 | Do The Math                       |
| 20 | Anonymous                         |
| 21 | Vanity, Thy Name Is Human         |
| 22 | The Gift                          |
| 23 | Silence                           |

### Sezon 2: 2004-2005
| #  | Tytuł                             |
| -- | --------------------------------- |
| 1  | Only Connect                      |
| 2  | Out of Sight                      |
| 3  | Back to the Garden                |
| 4  | The Cat                           |
| 5  | The Election                      |
| 6  | Wealth of Nations                 |
| 7  | P.O.V.                            |
| 8  | Friday Night                      |
| 9  | No Future                         |
| 10 | The Book of Questions             |
| 11 | Dive                              |
| 12 | Game Theory                       |
| 13 | Queen of the Zombies              |
| 14 | The Rise and Fall of Joan Girardi |
| 15 | Romancing the Joan                |
| 16 | Independence Day                  |
| 17 | Shadows and Light                 |
| 18 | Secret Service                    |
| 19 | Trial and Error                   |
| 20 | Spring Cleaning                   |
| 21 | Common Thread                     |
| 22 | Something Wicked This Way Comes   |